# Mr Suzuki
Pour les articles homonymes, voir Suzuki (homonymie).
Mr Suzuki est un personnage de fiction créé par Jean-Pierre Conty. Le nom du héros est orthographié « Mr Suzuki » (années 1950 et 1960), puis « M. Suzuki » (années 1970).

## SérieMr Suzuki
Jean-Pierre Conty est l'auteur d'environ 140 romans, dont la plus grande partie mettent en scène Mr Suzuki.
Dans les cent premiers romans, le nom du héros est orthographié «  Mr Suzuki » ; dans les romans parus dans les années 1970, le nom est orthographié « M. Suzuki ».

## Caractéristiques du personnage
Akiha Suzuki est un métis américano-japonais d'environ 40 ans. Dans le roman Mr Suzuki a les mains rouges, il est indiqué que M. Suzuki est né à Honolulu d'un père Japonais et d'une mère hawaïenne (page 62, chapitre IV).
Il travaille pour divers services secrets occidentaux, et spécialement la CIA. Sa couverture officielle est un emploi de journaliste pour le grand journal japonais Tokyo Shinbun. En fonction de ses missions, il peut être amené à se présenter selon les romans comme un médecin généraliste, un psychiatre ou un scientifique.
Plutôt petit mais large d'épaules, il est vif, courageux et musclé.
Dans le roman Mr Suzuki opère à chaud, il est ainsi décrit (p. 51) :
« Celui-ci portait un complet de bonne coupe, en alpaga bleu nuit, et une cravate d'un bleu ciel tendre à petits pois. Sa taille ne dépassait pas la moyenne, mais sa carrure était impressionnante. Derrière le sourire de commande, on percevait l'acuité du regard et la force du caractère. Ses cheveux aile de corbeau étincelaient, excepté aux tempes, qui s'argentaient. »
Dans le roman Mr Suzuki lance un défi (p. 99) :
« Son visage au teint mat s'était figé en un masque dur et impénétrable, ses hautes pommettes lui donnaient l'expression d'une idole redoutable. Un instant, il ressembla à ces dieux vengeurs que l'on adore dans les temples hindouistes. De cet homme, à l'apparence en général timide et souriante, émanait une impression de volonté indomptable et presque de férocité. Ilse Brennan pensa qu'il ne ferait pas bon de l'avoir contre soi. »
Pratiquant divers arts martiaux, il utilise une prise spéciale : saisir en même temps les deux auriculaires de son adversaire et les retourner brutalement pour les casser.
Il a un certain succès auprès des femmes, attirées par son aspect viril et « exotique ».